# アンギラの紋章
アンギラの紋章は、海を飛び跳ねる3頭のオレンジ色のイルカが描かれた盾をモチーフにしている。3頭のイルカは忍耐、団結、強さを象徴している。また継続性を表すため円を描いている。背景は白で、平和と静けさを象徴している。下部のターコイズブルーの帯はカリブ海を表し、信仰や若さ、希望を想起させる 。
アンギラの紋章は、アンギラの旗及びアンギラ総督旗のデザインに組み込まれている。

1967年から1969年までRepublic of Anguillaで使われた紋章。